# Burmeso
Le burmeso (ou taurap) est une langue papoue parlée en Indonésie dans la province de Papouasie.

## Classification
Malcolm Ross (2005) inclut le burmeso dans son hypothèse d'une famille de langues papoues occidentales « étendue » rassemblant les langues papoues occidentales stricto sensu, les langues yawa, les langues bird's head de l'Est-sentani et une autre langue de la famille lakes plain, le tause. Haspelmath, Hammarström, Forkel et Bank rejettent cette proposition de papou occidental étendu et maintiennent le burmeso dans son statut de langue isolée. 